# 2730 Barks
2730 Barks eller 1981 QH är en asteroid i huvudbältet som upptäcktes den 30 augusti 1981 av den amerikanska astronomen Edward L.G. Bowell vid Anderson Mesa Station. Den är uppkallad efter den amerikanske serieskaparen Carl Barks.
Asteroiden har en diameter på ungefär 15 kilometer.